# Merle Frohms
Merle Frohms (* 28. Januar 1995 in Celle) ist eine deutsche Fußballtorhüterin, die aktuell bei Real Madrid unter Vertrag steht. Zuvor war sie von 2022 bis 2025 beim Bundesligisten VfL Wolfsburg tätig. Von 2018 bis 2024 spielte sie außerdem für die A-Nationalmannschaft.

## Leben
Frohms ist Sportsoldatin in der Bundeswehr im Dienstgrad Hauptgefreiter. Am 15. Juni 2023 übernahm sie im Rahmen des Netzwerks Schule ohne Rassismus – Schule mit Courage die Patenschaft für das Hölty-Gymnasium Celle, das sie selbst bis zur 10. Klasse besucht hatte.

## Karriere

### Vereine
Merle Frohms spielte bis 2011 für Fortuna Celle gemeinsam mit Jungen und wurde 2011 vom VfL Wolfsburg unter Vertrag genommen. Bereits in der Saison 2011/12 gehörte sie zum Kader der Erstligamannschaft, kam jedoch nicht zum Einsatz. Am 9. Dezember 2012 gab sie schließlich beim 3:0-Sieg im Auswärtsspiel gegen den FSV Gütersloh 2009 ihr Erstligadebüt. Mit Wolfsburg gewann sie in der Saison 2012/13 das Triple, bestehend aus deutscher Meisterschaft, DFB-Pokalsieg und dem Champions-League-Sieg 2013.
In der Spielzeit 2013/14 stand sie vorwiegend bei Wolfsburgs Zweitvertretung in der 2. Bundesliga Nord zwischen den Pfosten und gewann im Mai 2014 zum zweiten Mal die Champions League, wenngleich sie wie schon beim Titelgewinn 2013 dabei als Ersatztorhüterin hinter Almuth Schult zu keinem eigenen Einsatz kam. Zur Saison 2018/19 wechselte sie zum Ligakonkurrenten SC Freiburg, bei dem sie erste Torhüterin war. Zur Saison 2020/21 wechselte sie zu Eintracht Frankfurt und unterschrieb einen Vertrag bis 2023. Am 25. Februar 2022 gab Frohms ihren Wechsel von Frankfurt zum VfL Wolfsburg bekannt, wo sie einen Dreijahresvertrag bis zum 30. Juni 2025 unterschrieb.
Nach der Saison 2024/25 verließ sie nach drei Jahren die Wolfsburgerinnen und unterschrieb bei Real Madrid einen Vertrag bis 30. Juni 2028.

### Nationalmannschaft
Merle Frohms durchlief seit 2010 die Nachwuchsmannschaften des DFB. Bei der U-17-Europameisterschaft 2012 parierte sie im Finale gegen Frankreich im Elfmeterschießen zwei Versuche der Französinnen und hatte so maßgeblichen Anteil am Gewinn des EM-Titels. Noch im selben Jahr nahm sie an der U-17-Weltmeisterschaft teil und erreichte mit ihrer Mannschaft das Halbfinale, das allerdings 1:2 gegen Nordkorea verloren wurde. 2013 qualifizierte sich Frohms mit der U-19-Nationalmannschaft für die Europameisterschaft in Wales, wo sie zu zwei Turniereinsätzen kam und mit der Mannschaft das Halbfinale erreichte.
Ihr Debüt in der U-20-Nationalmannschaft gab sie am 3. März 2014 im spanischen La Manga beim 4:2-Sieg gegen England im Rahmen des Sechs-Länder-Turniers. Sie nahm im selben Jahr auch an der vom 5. bis 24. August in Kanada ausgetragenen U-20-Weltmeisterschaft teil, bestritt das dritte Gruppenspiel gegen Brasilien und wurde mit dem 1:0-Sieg n. V. im Finale gegen die Nigeria Weltmeisterin.

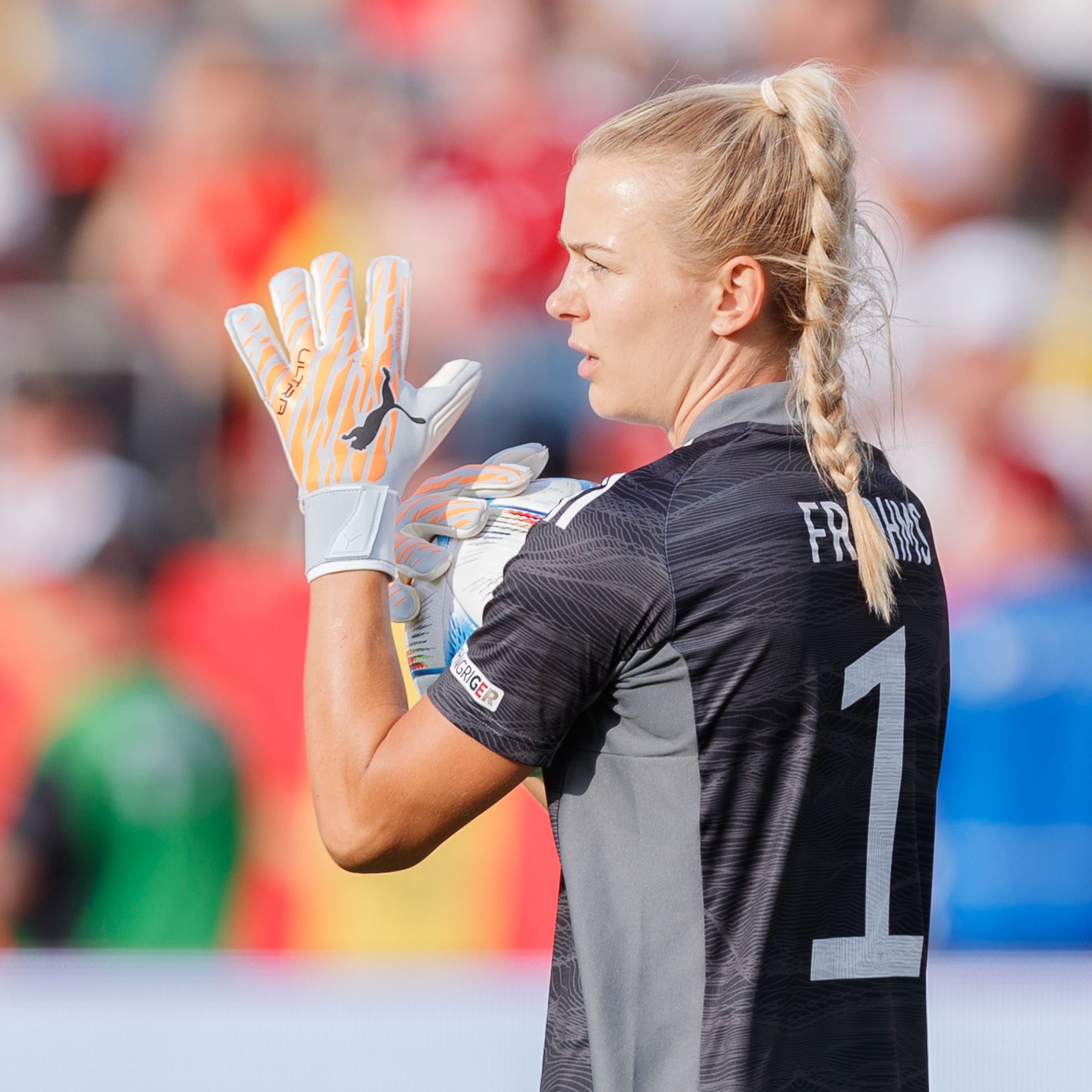
Merle Frohms (2022)

Ihr Debüt in der A-Nationalmannschaft gab sie am 6. Oktober 2018 in Essen beim 3:1-Sieg im Testspiel gegen Österreich mit Einwechslung für Lisa Schmitz in der 46. Minute.
Für die WM 2019 wurde sie von der neuen Bundestrainerin Martina Voss-Tecklenburg als dritte Torhüterin ins deutsche Team berufen. Bei der EM 2022 war sie als Nummer 1 Stammtorhüterin und stand in allen sechs Spielen der deutschen Mannschaft durchgängig im Tor. Das Team erreichte das Finale, scheiterte aber an England und wurde Vize-Europameister. Für die WM 2023 wurde Frohms von Voss-Tecklenburg ebenfalls für den Kader nominiert und stand bei allen Spielen im Tor, schied mit Deutschland jedoch bereits in der Vorrunde aus.
Nachdem sie während der Qualifikation zur EM 2025 noch Stammtorhüterin der deutschen Mannschaft gewesen war, gab Bundestrainer Horst Hrubesch Ann-Katrin Berger den Vorzug bei den Olympischen Sommerspielen 2024; im Turnierverlauf blieb Frohms ohne Einsatz. Sie erhielt – zusammen mit allen anderen für die Olympischen Sommerspiele 2024 nominierten deutschen Fußballerinnen – für den Gewinn der Bronzemedaille am 4. November 2024 vom Bundespräsidenten das Silberne Lorbeerblatt.
Am 3. September 2024 gab sie ihren Rücktritt aus der Nationalmannschaft bekannt.

## Erfolge
Nationalmannschaft
- Olympische Bronzemedaille 2024
- Finalist Europameisterschaft 2022
- Algarve-Cup-Sieger 2020 (kampflos)
- U20-Weltmeister 2014
- U17-Europameister: 2012

VfL Wolfsburg
- Champions-League-Sieger: 2013, 2014
- Deutscher Meister: 2013, 2014, 2017, 2018
- DFB-Pokal-Sieger: 2013, 2015, 2016, 2017, 2018, 2023, 2024